# Шыхлы 1-е
Шыхлы 1-е (азерб. Birinci Şıxlı) — деревня в административной территориальной единице Газахского района Азербайджанской Республики.

## История
Деревня Шыхлы имеет древнюю историю, однако с начала XIX века она стала называться Биринчи Шыхлы.

## Топонимика
Деревня расположена на правом берегу реки Куры, на Гянджа-Казахской равнине. Первый компонент в названии добавлен для различия с деревней Второй Шыхлы. Второй компонент отражает название ветви шыхлы казахов. В источниках упоминается о сыне Агадаклы Мехеммед ага по имени Шыхы, который переселился из Шемахи в Казахскую область в 1537 году, и его потомках.